# Cinnadenia paniculata
Cinnadenia paniculata är en lagerväxtart som först beskrevs av Hooker f., och fick sitt nu gällande namn av Kostermans. Cinnadenia paniculata ingår i släktet Cinnadenia och familjen lagerväxter. Inga underarter finns listade i Catalogue of Life.